# Kanton Le Mas-d’Agenais
Der Kanton Le Mas-d’Agenais war bis 2015 ein französischer Wahlkreis im Arrondissement Marmande, im Département Lot-et-Garonne und in der früheren Region Aquitanien. Sein Hauptort (chef-lieu) war Le Mas-d’Agenais. Vertreter im conseil général des Départements war zuletzt von 2008 bis 2015 Jean-Luc Barbé.
Der Kanton umfassre Wahlberechtigte aus folgenden neun Gemeinden:
| Gemeinde             | Einwohner Jahr | Fläche km² | Bevölkerungsdichte | Postleitzahl | Code INSEE |
| -------------------- | -------------- | ---------- | ------------------ | ------------ | ---------- |
| Calonges             | 601 (2013)     | –          | – Einw./km²        | 47430        | 47046      |
| Caumont-sur-Garonne  | 650 (2013)     | –          | – Einw./km²        | 47430        | 47061      |
| Fourques-sur-Garonne | 1283 (2013)    | –          | – Einw./km²        | 47200        | 47101      |
| Lagruère             | 382 (2013)     | –          | – Einw./km²        | 47400        | 47130      |
| Le Mas-d’Agenais     | 1470 (2013)    | –          | – Einw./km²        | 47430        | 47159      |
| Sainte-Marthe        | 550 (2013)     | –          | – Einw./km²        | 47430        | 47253      |
| Samazan              | 838 (2013)     | –          | – Einw./km²        | 47250        | 47285      |
| Sénestis             | 202 (2013)     | –          | – Einw./km²        | 47430        | 47298      |
| Villeton             | 475 (2013)     | –          | – Einw./km²        | 47400        | 47325      |